# Asteroide cruzador de Saturno

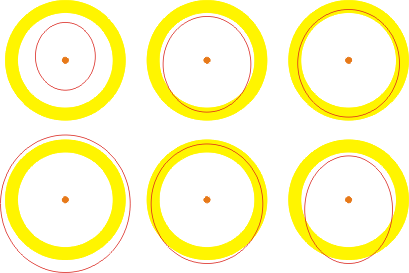
Diagrama exibindo diferentes órbitas de asteroides. A faixa amarela representa a órbita de Saturno; a linha vermelha representa a órbita do asteroide, como se segue:
• Interna: esquerda, acima
• Interior: centro, acima
• Coorbital (Asteroide troiano): direita, acima
• Externa: esquerda, abaixo
• Exterior: centro, abaixo
• Cruzadora: direita, abaixo.

Um asteroide cruzador de Saturno é um corpo menor que atravessa a órbita do planeta Saturno. Os asteroides cruzadores de Saturno conhecidos (desde 2005) estão listados abaixo. A maioria, se não todos, dos cruzadores são centauros.

## Lista
- 944 Hidalgo †
- 2060 Quíron
- 5145 Folo
- 5335 Dâmocles
- 8405 Asbolo
- (15504) 1999 RG33
- 20461 Dioretsa
- 31824 Élato
- 32532 Tereu
- 37117 Narciso
- 52872 Ocírroe
- 60558 Echeclus
- (63252) 2001 BL41
- (65407) 2002 RP120